# Відринський Максим Ігорович
Максим Ігорович Відринський (2005—2024) —  боєць підрозділу спеціального призначення «Kraken»,  учасник російсько-української війни, який загинув під час російського вторгнення в Україну.

## Життєпис
Народився 9 березня 2005 року в селі Дарівка Голобської громади Ковельського району. Переїхав до Луцька, де навчався в педагогічному коледжі.
Зі студентських років почав активно займатись громадською діяльністю. Був керівником організації «Права молодь» у Луцьку, після чого доєднався до громадської організації «Центурія», де згодом отримав статус бійця. Активно долучався до навчань цивільних з тактичної медицини, вогневої підготовки, неодноразово був на вишколах як інструктор.
У вересні 2023 року, не закінчивши коледж, Максим перевівся на дистанційну форму навчання та долучився добровольцем до спецпідрозділу ГУР МО «Кракен».
Героїчно загинув 4 травня 2024 року на Харківському напрямку бойових дій. 
Церемонія поховання відбулась у Кафедральному соборі Святої Трійці м. Луцьк 9 травня 2024 року.